# Rebal Alkhodari

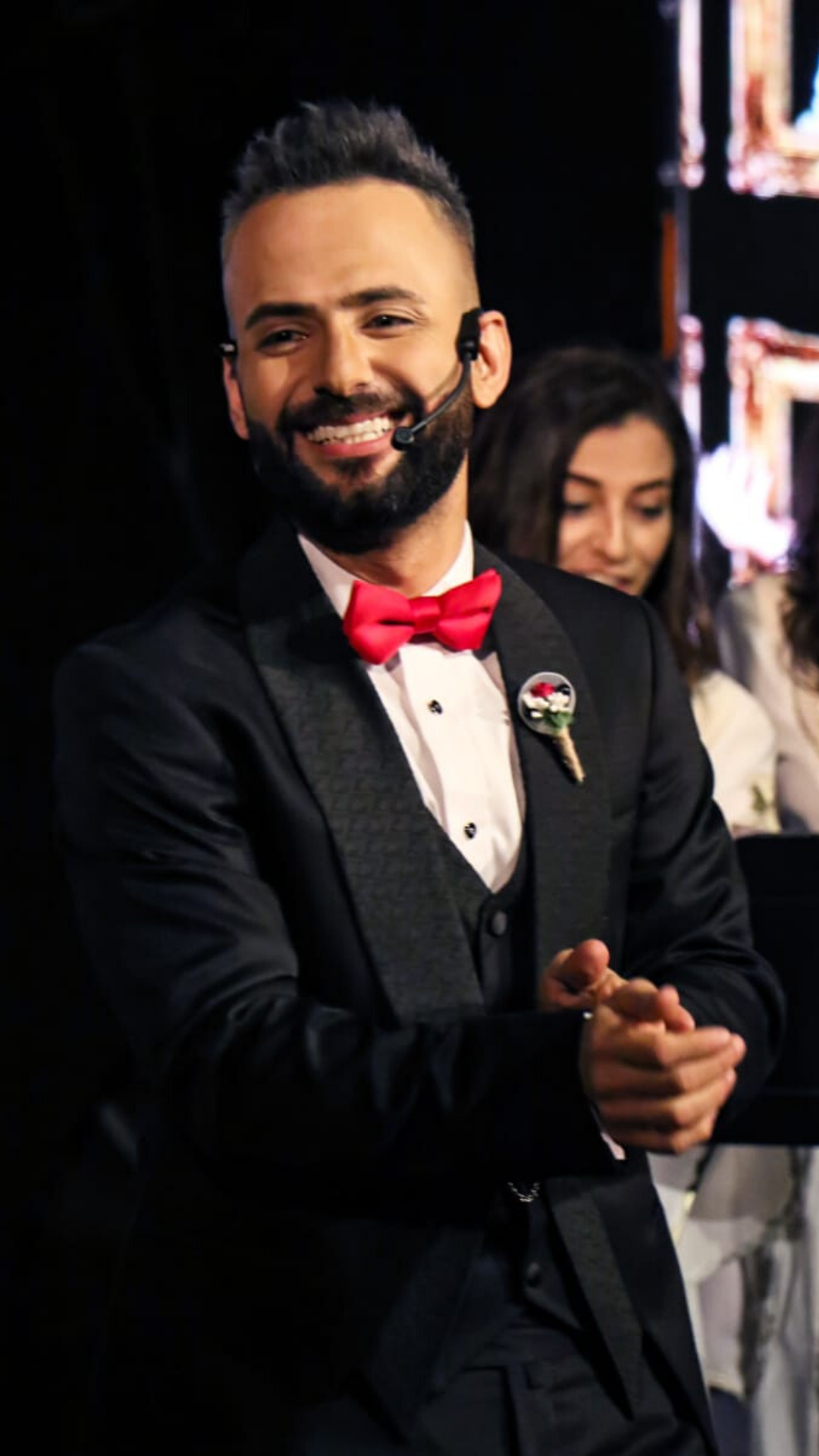
Rebal während eines Konzerts in Amman

Rebal Alkhodari (arabisch ريبال الخضري, DMG Rībāl al-Ḫuḍarī; geboren am 18. November 1988) ist ein syrischer Sänger, Komponist, Produzent und Oud-Spieler, der zwischen seiner Heimat Ägypten und dem Libanon aufgewachsen ist. Er verfügt über eine Bariton-Countertenor-Stimme.
Nach dem Ausbruch des Krieges in Syrien im Jahr 2011 war Rebal eine Zeit lang ohne klaren Grund im Gefängnis.
Rebals Lieder sprechen allgemein über Liebe und Gesellschaft, wobei sie in einigen die historischen arabischen Gedichte verwenden. Obwohl seine Musik eine Mischung aus traditioneller mit Pop und klassischer Musik ist, ist Rebal offen dafür, immer mehr Musik zu entdecken, die seinen Songs einen besonderen Geschmack verleihen kann.

## Veröffentlichungen
Rebal veröffentlichte drei Alben: Shwayyet Haki (2009), Tawshih (2011) und Political Poems (2014). Er gab mehr als 300 Konzerte in mehr als 40 Ländern und trat in Opernhäusern auf der ganzen Welt auf, darunter in Berlin (Deutsche Oper), in der Dubai Opera, der Philharmonie de Paris, der Elbphilharmonie in Hamburg und im Opernhaus Damaskus.
Neben seiner Arbeit als Sänger komponiert Rebal Lieder für Soli und Chöre und dirigierte mehrere arabische Chöre, wie den Nationalchor des jordanischen Konservatoriums und den Amaan-Chor.
Rebal trat mit internationalen Top-Künstlern wie dem katalanischen Grammy-Gewinner Jordi Savall und dem einzigen arabischen Grammy-Gewinner Fathy Salama auf.

## Musikalische Ausbildung & Unterricht
Seine musikalische Ausbildung begann im Alter von sechs Jahren. Danach erhielt er einen Abschluss an einem Höheren Institut für Musik und Theater (2005 bis 2010).
Nach vielen Jahren voller Konzerte und Workshops und unter der Leitung des amerikanischen Bluegrass-Geigers und Sängers und Musikers Casey Driessen machte Rebal 2019 seinen Master am Berklee College of Music in Valencia, Spanien.

## Ensembles und Projekte

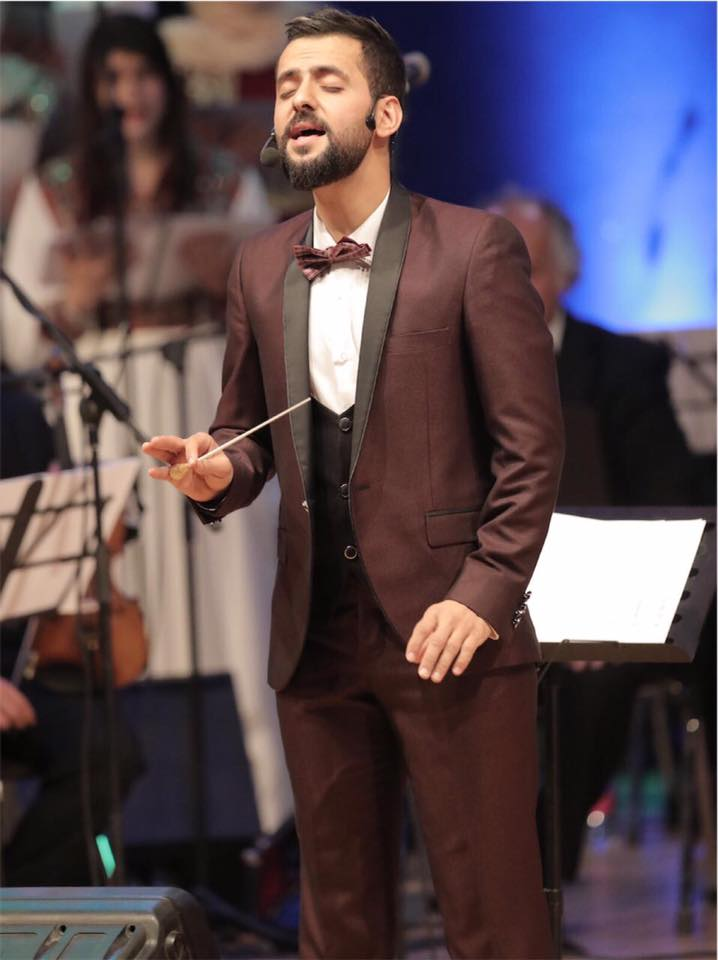
Rebal während eines Konzerts in Amman

2008 gründete er zusammen mit seinen Freunden sein erstes Ensemble (seit 2010 als Tawshih Ensemble bekannt). Das Hauptziel von Tawshih ist es, ein neues modernes Verständnis für die Mwashahat-Musik zu finden. Mit Tawshih präsentierte Rebal die Band zum ersten Mal im Opernhaus von Damaskus und in Aleppo. Er tourte mehrere Male mit derselben Band in Ägypten, den Vereinigten Arabischen Emiraten, dem Libanon und Deutschland.
2011 verließ er Syrien nach Jordanien, wo er am Nationalen Musikkonservatorium in Jordanien unterrichtete, der King Hussein Foundation. Dort fand er einen neuen Chor. Der Chor hieß früher Ammon. Im Jahr 2014 wurde der Chor zu einem unabhängigen Verein und der Name wurde in Amaan Chor geändert. Mit dem Amaan-Chor tourte Rebal in vielen Ländern, darunter Deutschland, Frankreich, Italien, die Vereinigten Arabischen Emirate, Slowenien, Island, Zypern, die Niederlande, Tschechien und Österreich. Der Chor gewann unter der Leitung von Rebal eine Auszeichnung beim Chorfest  Nahen Ostens.
2016 gründete er das bekannte Projekt Al-Qafila. Bei diesem Projekt üben viele Musiker aus der ganzen Welt zwei Wochen lang und touren damit. Das Projekt findet einmal jährlich statt und viele bekannte Künstler wie Tareq Aljundi, Gökesl Baktagir und Vladimir Ivanoff haben sich dem Projekt als Experten oder Botschafter angeschlossen.
In jüngerer Zeit trat Alkhodari als Gast bei mehreren internationalen und bekannten Gruppen auf. Die Liste umfasst unter anderem Sarband, Hesperion XXI, Orpheus XXI, Phoenix mit dem bekannten deutsch-amerikanischen Bassisten Joel Frederiksen, das Babylon ORCHESTRA in Berlin, das Syrian National Orchestra, und das Jordanian Orchestra.

## Aufnahmen
Rebals Diskographie enthält mehr als 40 Aufnahmen, die auf 4 Alben veröffentlicht wurden. Rebals Alben wurden immer von seinem eigenen Label aufgenommen, aber durch andere Firmen vertrieben.  Das Album wurde von den syrischen Musikern und Produzenten Basel Rajoub komponiert und vom bekannten Dichter Ahmed Matar geschrieben und vom libanesischen Verein finanziert. Im Jahr 2020 veröffentlichte Rebal das neue Album „Li Habibon“, das weltweit über CD Baby vertrieben wurde.
Neben seinen eigenen Alben hat Rebal auch ein Album mit der deutschen Band Sarband unter dem Namen „What the World Needs Now“ aufgenommen. Das Album wurde 2018 vom deutschen Label Muse Alliance veröffentlicht.

## Persönliches Leben und politische Ansichten
Nach 2011 wurde Rebal vom syrischen Regime wegen seiner Ideen und Aktivitäten zur Unterstützung der Freiheit verhaftet. Obwohl Rebal der syrischen Revolution nicht mit klaren Worten beigetreten war, zog er seine Unterstützung für das syrische Regime nach einigen Monaten zurück, was dazu führte, dass er am 29. Juli 2011 verhaftet wurde, basierend auf einem Interview mit ihm bei Syria TV (Turkey). Danach beschloss Rebal, Syrien vollständig zu verlassen und begann sein Leben erneut von Jordanien aus. Obwohl Rebal jegliche politische Aktivität aufgab, unterstützte er weiterhin alle menschlichen Aktivitäten für Flüchtlinge und Menschenrechte. Nicht zu vergessen, dass er 2017 „Eye can see choir“ gegründet hat, um blinden Kindern zu helfen, sich besser in die Gesellschaft zu integrieren.

## Preise
- 2008 – Zweiter Preis als bester Virtuose in arabischen Ländern beim 16. arabischen Musikfestival in Kairo.[26]
- 2010 – Der erste Preis als bester Improvisator beim „the nice Voice Festival“ 2010, organisiert von der Heilig-Geist-Universität Kaslik.[27]
- 2017 – Preis für seinen Chor (Amaan-Chor) beim Choirfest Middle East Dubai-UAE.[28]
- 2020 – Das beste Album 2020 in der Kategorie Weltmusik mit dem Babylon Orchestra (Preis der deutschen Schallplattenkritik)[29]

## Diskographie
Vollständige Diskographie, wie auf seiner Website veröffentlicht:
- 2009 „Shwayyet Haki“
- 2011 „Tawshih Hadith“
- 2013 Album „Politische Gedichte“ von AFAC[30]
- 2014 „Ya Baiti“ Single
- 2016 „Da'i Al-lawma“ Single
- 2018 „Daftar Aile“ Single
- 2018 „What the world needs now“ mit Sarband und Joel Frederiksen vom deutschen Label Muse Alliance.
- 2020 „Li Habion“ Album von seinem eigenen Label produziert und von der amerikanischen Firma CD-Baby vertrieben.

## Filmografie und Videoclips
2010 adaptierte und spielte Rebal die kurzen Songs für die bekannte syrische Serie „Takhet Sharki“, die von Claket Media produziert wurde. Die Songs wurden 2018 in einer von The Arabic TV produzierten Live-Joe-Show erneut reproduziert.
Darüber hinaus hat Rebal nur zwei Videoclips veröffentlicht, die auf seiner Website basieren:
- 2016 – Da’i Al-lawma
- 2018 – Daftar Aile

## Lehre & Online-Kreativität
Neben den Auftritten und Veröffentlichungen ist Rebel aufgrund seiner Erfahrung im arabischen Gesang am Nationalen Musikkonservatorium in Amman als arabischer Gesangslehrer bekannt. Er trat 2011 der Izif-Plattform für Online-Kurse bei. Rebal wurde eingeladen, mehrmals Workshops mit arabischem Gesang bei verschiedenen Verbänden wie der tunesischen Musikinstitution in Eldjim im Jahr 2014 durchzuführen. Er war mehrmals Gastdozent an der Universität zu Köln.